# بيت الموشكى (الرجم)

تعديل مصدري - تعديل

بيت الموشكى هي إحدى قرى عزلة البشاري بمديرية الرجم التابعة لمحافظة المحويت، بلغ تعداد سكانها 176 نسمة حسب تعداد اليمن لعام 2004.